# Протеротериевые
Протеротериевые (лат. Proterotheriidae) — семейство вымерших млекопитающих из отряда литоптерн (Litopterna) надотряда южноамериканских копытных. В настоящее время известно около 18 родов.
Размер — от небольшого до среднего. Внешне напоминали небольших примитивных лошадиных. Типично уменьшенное количество пальцев и зубы с низкой или средней коронкой (брахидонтия или мезодонтия). Семейство известно с позднего палеоцена. Ископаемые остатки находят по всему южноамериканскому континенту. Число видов уменьшалось с миоцена по плиоцен. Долгое время считалось, что протеротериевые вымерли в позднем плиоцене, однако позже в Аргентине и Уругвае были найдены остатки Neolicaphrium recens из этого семейства, датируемые поздним плейстоценом. Среди наиболее известных родов — диадиафорусы и тоатерии, датируемые миоценом.

## Роды
- Семейство † Proterotheriidae
  - Подсемейство † Anisolambdinae
    - † Anisolambda
    - † Paranisolambda
    - † Protheosodon
    - † Richardolydekkeria
    - † Wainka
    - † Xesmodon

  - Подсемейство † Proterotheriinae
    - † Brachytherium
    - † Deuterotherium
    - † Diadiaphorus
    - † Diplasiotherium
    - † Eoproterotherium
    - † Epecuenia
    - † Licaphrium
    - † Neolicaphrium
    - † Prolicaphrium
    - † Proterotherium
    - † Prothoatherium
    - † Thoatherium
    - † Villarroelia

  - Подсемейство † Megadolodinae
    - † Bounodus
    - † Megadolodus